# Trifenylfosfiet
Trifenylfosfiet is de ester van fosfonzuur (H3PO3) en fenol. De chemische formule ervan, P(OC6H5)3, wordt vaak verkort weergegeven als P(OPh)3, waarbij Ph een fenylgroep voorstelt. Het smeltpunt van de stof ligt ongeveer bij kamertemperatuur.

## Synthese
Het wordt gevormd door de reactie van fosfortrichloride met fenol:
{\displaystyle {\ce {PCl3 + 3 C6H5OH -> P(OC6H5)3 + 3 HCl}}}

## Toepassingen
- Antioxidant en chelatiemiddel (metaalcomplexvormer) in polymeren en synthetische rubbers;[1] verdunningsmiddel (diluent) voor verven.
- Intermediaire stof, o.m. voor bepaalde pesticiden, farmaceutische stoffen en vlamvertragers, bijvoorbeeld tetrafenylethaan-1,2-difosfonaat, gevormd door de reactie van trifenylfosfiet met ethyleenglycol:[2]

{\displaystyle {\ce {2 P(OC6H5)3 + HOCH2CH2OH -> (C6H5O)2PCH2CH2P(OC6H5)2 + 2 C6H5OH}}}
- De reactie met methylmagnesiumbromide vormt trimethylfosfine:

{\displaystyle {\ce {3 CH3MgBr + P(OC6H5)3 -> P(CH3)3 + 3 MgBrOC6H5}}}

## Eigenschappen
Trifenylfosfiet is een stof die huid en ogen irriteert en contact met de stof kan leiden tot eczeem. Blootstelling aan trifenylfosfiet kan het centraal zenuwstelsel aantasten.
De stof is zeer giftig voor waterorganismen. Ze ontleedt langzaam in water.